# Heleodromia immaculata
Heleodromia immaculata är en tvåvingeart som beskrevs av Alexander Henry Haliday 1833. Heleodromia immaculata ingår i släktet Heleodromia och familjen Brachystomatidae. Arten är reproducerande i Sverige. Inga underarter finns listade i Catalogue of Life.